# 음력 6월 14일
음력 6월 14일은 음력 6월의 14번째 날이다.

## 사건
- 1275년 - 고려 충렬왕 원년, 이습(李槢)의 건의에 따라 선전소식(宣傳消息) 제도를 시행하다.
- 1998년 - 대한항공 8702편 활주로 이탈 사고 발생.

## 문화
- 2014년 - 인천광역시 송도국제도시에 동북아트레이드타워가 준공되었다. 68층에 305m로, 국내 최고층 빌딩이다.

## 사망
- 918년 - 후고구려의 왕 궁예.

## 같이 보기
- 음력 360일: 1월 2월 3월 4월 5월 6월 7월 8월 9월 10월 11월 12월
- 전날:6월 13일 다음날:6월 15일 - 전달:5월 14일 다음달:7월 14일
- 양력:6월 14일
- 음력, 윤달